# Jamboree Mundial Escoteiro

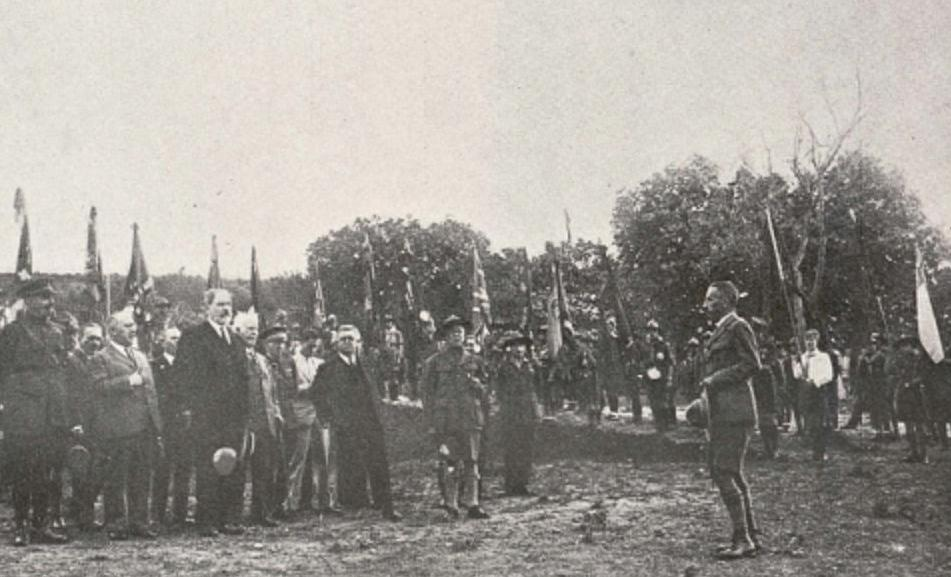
Segundo Jamboree Mundial de 1929 no Reino Unido

O Jamboree Escoteiro Mundial é um jamboree escoteiro da Organização Mundial do Movimento Escoteiro, frequentado por dezenas de milhares de escoteiros de todo o mundo. O grande acampamento e atividades são desenvolvidas para jovens entre 14 e 17 anos de idade. Adultos podem participar do evento como escotistas (chefes escoteiros) ou membros da equipe de serviço. 
O primeiro Jamboree Mundial dos Escoteiros foi organizado pela The Boy Scout Association em Londres. Com exceção dos anos da Guerra Mundial e da Revolução Iraniana, tem sido organizado aproximadamente a cada quatro anos, e nos anos mais recentes tem sido organizado pela Organização Mundial do Movimento Escoteiro (WOSM), em diferentes locais do mundo.

## Terminologia
Na lexicografia, "Jamboree" é considerado um americanismo que remonta a 1860-65 e se refere a uma reunião alegre e barulhenta.  Acredita-se que o termo tenha se originado das palavras jabber (conversa rápida e indistinta) e shivaree (celebração barulhenta), com "m" de jam (multidão). 

## História
Enquanto Jamboree Mundial é a expressão usada pela Organização Mundial do Movimento Escoteiro,  outras organizações realizam eventos chamados "jamborees" para seus membros. 
O programa de Escotismo se tornou um sucesso internacional após sua fundação por Robert Baden-Powell em 1907. Com seu crescimento contínuo, o fundador do movimento viu a necessidade de uma reunião de representantes do Escotismo de todo o mundo. O objetivo geral era promover uma fraternidade mundial e ajudar os jovens escoteiros do movimento a aprender sobre outros povos e nações por meio da interação direta com eles.
A ideia de organizar tais encontros internacionais periódicos foi originalmente transmitida a Baden-Powell pelo Chefe Geral dos Escoteiros da Grécia, Konstantinos "Kokos" Melas, durante o encontro internacional de escoteiros de 1918, na Inglaterra.  O capitão Melas propôs que os encontros se repetissem a cada quatro anos, da mesma forma que os Jogos Olímpicos eram realizados na Grécia Antiga . A sugestão foi aceita com entusiasmo por Baden-Powell, que chamou os encontros de "Jamborees".
Foi em 1920 que o primeiro Jamboree Escoteiro Mundial foi realizado, realizado nos corredores do Olympia em Kensington, Londres. Simbolicamente, o local do Jamboree trazia o nome do local de nascimento dos Jogos Olímpicos, Olympia . 8.000 escoteiros de 34 países participaram do evento.
Depois disso, um Jamboree foi realizado a cada quatro anos. Há duas exceções: nenhum Jamboree foi realizado entre 1937 e 1947 por causa da Segunda Guerra Mundial, e o Jamboree de 1979, que seria realizado no Irã, foi cancelado devido à agitação política na região naquela época. O Jamboree foi realizado em diferentes países ao redor do mundo. Os primeiros sete Jamborees foram realizados na Europa. O oitavo Jamboree Mundial foi realizado na América do Norte, onde começou a tradição de mover o Jamboree entre os continentes. Até agora, a África não sediou um jamboree.
Para substituir o evento cancelado de 1979, o Comitê Escoteiro Mundial determinou que uma celebração alternativa, o Ano Mundial do Jamboree, deveria ocorrer. Vários acampamentos regionais aconteceram, como o 12.º Jamboree da Austrália / 4.º Ásia-Pacífico, realizado em Perth, Austrália Ocidental, juntamente com inúmeras atividades do Join-in-Jamboree - projetado para permitir que escoteiros de todo o mundo participem de uma atividade da qual milhares de outros escoteiros ao redor do mundo também participam ao mesmo tempo. Este programa Join-in foi reproduzido novamente como parte das comemorações do Centenário de 2007 do Escotismo.
A maior participação de todos os Jamborees foi em 2019, onde mais de 45.000 membros experimentaram um Jamboree em West Virginia, EUA. Este número representou o contingente permanente que permaneceu durante todo o evento. Eles se juntaram a centenas de milhares de escoteiros visitantes que participavam diariamente.
O primeiro Jamboree foi mais parecido com uma exposição do Escotismo, permitindo aos visitantes ver como as coisas eram feitas em outras partes do mundo. O Segundo Jamboree foi conduzido em uma base de acampamento e cada Jamboree sucessivo foi desenvolvido neste formato onde o programa é tipicamente mais voltado para atividades, com bastante tempo para escoteiros de diferentes nações interagirem e aprenderem uns sobre os outros de maneiras menos formais do que em uma exibição permitiria.
O 16.º Jamboree Escoteiro Mundial foi ao Hemisfério Sul pela primeira vez, em Sydney, NSW, Austrália .
O 21.º Jamboree Escoteiro Mundial em 2007 foi realizado em Hylands Park, Essex, Reino Unido, e celebrou o Centenário do Escotismo . Por isso, a honra de sediar o evento foi novamente concedida ao Reino Unido, como berço do Escotismo. Mais de 40.000 jovens acamparam em agosto no Hylands Park em Chelmsford, Essex . Centenas de milhares de visitantes diurnos participaram de eventos no sudeste da Inglaterra como parte do Jamboree. O 22.º Jamboree Escoteiro Mundial aconteceu em Rinkaby, Suécia, de 27 de julho a 8 de agosto de 2011; o 23.º Jamboree Escoteiro Mundial foi em Kirara-hama, Yamaguchi City, Japão de 28 de julho a 8 de agosto de 2015;  o 24.º Jamboree Escoteiro Mundial esteve na Reserva Nacional de Escoteiros da Família Summit Bechtel em West Virginia, Estados Unidos, de 22 de julho a 2 de agosto de 2019.  O próximo Jamboree Escoteiro Mundial será realizado em Gdańsk, na Polônia, em 2027.

## Participação lusófona

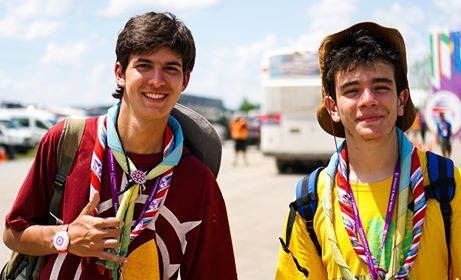
Escoteiros brasileiros no jamboree mundial de 2019 nos Estados Unidos.

Dês do primeiro Jamboree mundial ocorrido em 1920 no Reino Unido, houve representantes lusófonos, o país em questão foi Portugal que encaminhou duas tropas para o evento, dês de então, todas as edições contariam com a presença de no mínimo um representante lusófono.
No ano de 2019, no maior Jamboree mundial ocorrido, houve um marco para o escotismo lusófono, a confederação do Brasil e de Portugal conseguiram um espaço na "cozinha internacional" um local onde são expostas culinárias de todo o mundo. Na tenda brasileira, tocava-se samba e pagode e havia a opção de compra de produtos como pastéis  e guaraná que foi liquidado no terceiro dia de evento por sua alta procura. Na tenda portuguesa eram vendidos diversos produtos principalmente a base de peixes.
No mesmo ano, durante o evento, houve o primeiro encontro lusófono de escoteiros dentro de um Jamboree, onde escoteiros brasileiros, portugueses e angolanos conviveram entre si durante um momento especial. No momento em questão, foram discutidas as diferenças culturais, foram tocadas músicas típicas e foram festejados a diversidade lusófona. O evento ocorreu em um dos palcos do jamboree, onde todos os membros de países lusófonos utilizaram de uma camiseta branca durante todo o dia para demonstrar a força da lusofonia.

## Lista de eventos
| Ano       | Evento                | Localização              | País sede      | Nome/Tema                                                                   | Participantes                    | Países |
| --------- | --------------------- | ------------------------ | -------------- | --------------------------------------------------------------------------- | -------------------------------- | ------ |
| 1920      | 1.º Jamboree Mundial  | Londres                  | Reino Unido    | Develop World Peace(Desenvolva a Paz Mundial)                               | 8,000                            | 34     |
| 1924      | 2.º Jamboree Mundial  | Ermelunden               | Dinamarca      | World Citizenship(Cidadania Mundial)                                        | 4,549                            | 32     |
| 1929      | 3.º Jamboree Mundial  | Birkenhead               | Reino Unido    | Coming of Age (Chegando à maioridade)                                       | 30,000                           | 69     |
| 1933      | 4.º Jamboree Mundial  | Gödöllő                  | Hungria        | Face New Adventures(Enfrente novas aventuras)                               | 25,792                           | 33     |
| 1937      | 5.º Jamboree Mundial  | Bloemendaal              | Países Baixos  | Lead Happy Lives(Leve vidas felizes)                                        | 28,750                           | 54     |
| 1947      | 6.º Jamboree Mundial  | Moisson                  | França         | Jamboree of Peace (Jamboree da paz)                                         | 24,152                           | 71     |
| 1951      | 7.º Jamboree Mundial  | Bad Ischl                | Áustria        | Jamboree of Simplicity (Jamboree da simplicidade)                           | 12,884                           | 61     |
| 1955      | 8.º Jamboree Mundial  | Ontario                  | Canadá         | New Horizons (Novos Horizontes)                                             | 11,139                           | 71     |
| 1957      | 9.º Jamboree Mundial  | Warwickshire             | Reino Unido    | 50th Anniversary of Scouting (Aniversario de 50 anos do escotismo)          | 31,426                           | 82     |
| 1959      | 10.º Jamboree Mundial | Los Baños                | Filipinas      | Building Tomorrow Today (Construindo o amanhã)                              | 12,203                           | 44     |
| 1963      | 11.º Jamboree Mundial | Marathon                 | Grécia         | Higher and Wider (Mais alto e mais amplo)                                   | 11,398                           | 89     |
| 1967      | 12.º Jamboree Mundial | Idaho                    | Estados Unidos | For Friendship (Jamboree pela amizade)                                      | 12,011                           | 105    |
| 1971      | 13.º Jamboree Mundial | Fujinomiya               | Japão          | For Understanding (Jamboree pelo entendimento)                              | 23,758                           | 87     |
| 1975      | 14.º Jamboree Mundial | Lillehammer              | Noruega        | Five Fingers, One Hand (Cinco dedos, uma mão)                               | 17,259                           | 91     |
| 1979      | 15.º Jamboree Mundial | Nishapur                 | Irão           |                                                                             | Cancelado por conflitos poiticos |        |
| 1983      | 15.º Jamboree Mundial | Alberta                  | Canadá         | The Spirit Lives On (O espirito vivo)                                       | 14,752                           | 106    |
| 1987–1988 | 16.º Jamboree Mundial | Sydney                   | Austrália      | Bringing the World Together (Trazendo o mundo junto)                        | 14,434                           | 84     |
| 1991      | 17.º Jamboree Mundial | Seoraksan National Park  | Coreia do Sul  | Many Lands, One World (Varias ilhas, um mundo)                              | 19,083                           | 135    |
| 1995      | 18.º Jamboree Mundial | Dronten                  | Países Baixos  | Future is Now (O futuro é agora)                                            | 28,960                           | 166    |
| 1998–1999 | 19.º Jamboree Mundial | Picarquín                | Chile          | Building Peace Together (Construindo a paz juntos)                          | 31,534                           | 157    |
| 2002–2003 | 20.º Jamboree Mundial | Sattahip                 | Tailândia      | Share our World, Share our Cultures (Compartilhe seu mundo e suas culturas) | 24,000                           | 147    |
| 2007      | 21.º Jamboree Mundial | Chelmsford, Essex        | Reino Unido    | One World, One Promise (Um mundo, uma promeça)                              | 37,868                           | 155    |
| 2011      | 22.º Jamboree Mundial | Kristianstad             | Suécia         | Simply Scouting (Simplesmente escotismo)                                    | 40,061                           | 146    |
| 2015      | 23.º Jamboree Mundial | Kirarahama, Yamaguchi    | Japão          | A Spirit of Unity (Um espírito de unidade)                                  | 33,628                           | 155    |
| 2019      | 24.º Jamboree Mundial | Glen Jean, West Virginia | Estados Unidos | Unlock a New World (Desbloqueie um novo mundo)                              | 47,000                           | 161    |
| 2023      | 25.º Jamboree Mundial | Saemangeum               | Coreia do Sul  | Draw Your Dream (Desenhe seu mundo)                                         | 43,000                           | 159    |
| 2027      | 26.º Jamboree Mundial | Gdańsk                   | Polónia        | Bravely!                                                                    |                                  |        |